# Świadkowie Jehowy w Mjanmie
Świadkowie Jehowy w Mjanmie – społeczność wyznaniowa w Mjanmie (Birmie), należąca do ogólnoświatowej wspólnoty Świadków Jehowy, licząca w 2023 roku 5171 głosicieli, należących do 96 zborów. Na dorocznej uroczystości Wieczerzy Pańskiej w 2023 roku zgromadziło się 11 975 osób. Działalność miejscowych głosicieli koordynuje Biuro Oddziału w Rangunie.

## Historia

### Początki
W 1914 roku do Rangunu przyjechał Hendry Carmichael wraz ze swoim współpracownikiem, dwaj Badacze Pisma Świętego (od roku 1931 Świadkowie Jehowy), pochodzący z Anglii. Rozpoczęli działalność kaznodziejską w Birmie. Wkrótce dzięki ich działalności Bertram Marcelline został pierwszym ochrzczonym Świadkiem Jehowy w Birmie, a w jego mieszkaniu spotykało się 20 osób studiujących Biblię. W związku z tym Birma wymieniana jest jako jeden z krajów, gdzie stosunkowo wcześnie została zapoczątkowana działalność Badaczy Pisma Świętego.
W roku 1928 przybył do Birmy George Wright, następny pionier z Anglii, a w roku 1930 dwaj kolejni – Claude Goodman i Ronald Tippin. Pierwszą publikacją Świadków Jehowy przetłumaczoną na język birmański była książka Miliony ludzi z obecnie żyjących nigdy nie umrą!. W roku 1930 w Rangunie wierzenia Świadków Jehowy przyjął Sydney Coote, naczelnik stacji kolejowej, który rozpoczął dzielić się nimi w stolicy. Na początku lat 30. dzięki działalności pionierów małe zbory powstały w Mulmejn i Mandalaj. W roku 1934 przetłumaczono kilka traktatów na język birmański i kareński.
Do 1938 roku nadzór nad działalnością w tym kraju sprawowało indyjskie Biuro Oddziału Świadków Jehowy w Bombaju, a potem, do roku 1940 – Biuro Oddziału w Australii. W 1938 roku przysłano do Birmy grupę pionierów pochodzących z Australii i Nowej Zelandii. Niedługo po ich przybyciu w wynajętej sali w ratuszu w Rangunie zorganizowano zgromadzenie. Na wykład publiczny „Wszechświatowa wojna bliska” przybyło ponad 1000 osób. Przybyli również delegaci z Tajlandii, Malezji, Singapuru, a także z Australii, wśród których był również obecny sługa oddziału, Alex Mac-Gillivray.
W roku 1939 w Birmie działały trzy zbory, liczące w sumie 28 głosicieli. W kolejnym roku pierwsze osoby z plemienia Karen zostały Świadkami Jehowy.
W maju 1941 władze kolonialne obłożyły zakazem publikacje Świadków Jehowy w Birmie. Żeby je uchronić przed spodziewaną konfiskatą, sporą ich część wywieziono wcześniej do Chin. W 1942 roku, podczas II wojny światowej większość birmańskich głosicieli ewakuowała się głównie do Indii przed japońską inwazją na Indochiny. W Birmie pozostały tylko trzy osoby. W latach 40. XX wieku został ochrzczony pierwszy głosiciel posługujący się językiem sgaw.

### Rozwój po II wojnie światowej
W 1946 roku grupa głosicieli powróciła z Indii do Birmy. Pod koniec roku zbór w Rangunie liczył 24 głosicieli. Zorganizowano dwudniowe zgromadzenie, w którym uczestniczyło ponad 100 osób. Do Birmy skierowano kolejnych misjonarzy, absolwentów Szkoły Gilead: najpierw Roberta Kirka oraz nieco później Normana Barbera, Robert Richardsa i Huberta Smedstada. Do Birmy powrócił również Nowozelandczyk Frank Dewar, który podczas wojny był pionierem w Indiach. W 1947 roku zbudowano pierwszą birmańską Salę Królestwa, a 1 września tego roku otwarto pierwsze Biuro Oddziału w Rangunie przy Signal Pagoda Road. Nadzór nad działalnością powierzono Robertowi Kirkowi. Po wybuchu wojny domowej Biuro Oddziału przeniesiono na 39 Ulicę.
W roku 1950 zaczęto tłumaczyć artykuły do studium Strażnicy na język birmański. Tłumaczeniami zajmowali się kolejno Ba Oo, Naygar Po Han i Doris Raj.
W 1951 roku z wizytą do kraju przybyli Nathan H. Knorr i Milton G. Henschel; ich przemówienia transmitowała birmańska rozgłośnia radiowa BBC. Liczba głosicieli wzrosła z 87 w 1950 roku do 117 w lipcu 1951 roku. W roku 1956 Nathan H. Knorr ponownie odwiedził Birmę, ogłaszając rozpoczęcie wydawania czasopisma „Strażnica Zwiastująca Królestwo Jehowy” w języku birmańskim. W następnym roku do kraju przyjechał Frederick W. Franz z Biura Głównego, który przemawiał w trakcie trwającego pięć dni zgromadzenia w Railway Institute Hall w Rangunie.
Na początku 1957 roku do Mandalaju skierowano sześciu pionierów specjalnych. Wkrótce pierwsze osoby z plemienia Kaczinów zostały Świadkami Jehowy. Dzięki działalności pionierów kolejne zbory powstały w miejscowościach Basejn, Kalaymyo, Bhamaw, Mjitkina, Mulmejn i Mjeik.
W 1963 roku Rangun był jednym z 27 miast kongresowych okołoziemskiego zgromadzenia pod hasłem „Wiecznotrwała dobra nowina”. W dniach 8–11 sierpnia przybyli na zgromadzenie w tym mieście delegaci z 24 krajów, obecne były 603 osoby, a 16 ochrzczono.
30 czerwca 1966 roku rząd wydalił zagranicznych misjonarzy, absolwentów Szkoły Gilead. Po wyjeździe misjonarzy nadzór nad Biurem Oddziału powierzono Maurice’owi Rajowi, rdzennemu Hindusowi z obywatelstwem birmańskim, który wcześniej usługiwał jako nadzorca obwodu oraz pracował w Betel. Maurice Raj wraz z nadzorcą obwodu Dunstanem O’Neillem odwiedzali zbory w całym kraju i zachęcali do działalności. Pod koniec roku 1966 rozpoczęto działalność kaznodziejską w stanie Czin, gdzie powstały nowe zbory i grupy na oddaleniu.
W 1969 roku w Mjitkinie (a nie jak zazwyczaj w Rangunie), ze względu na szybki wzrost liczby głosicieli w północno-zachodniej części Birmy, zorganizowano międzynarodowy kongres Świadków Jehowy pod hasłem „Pokój na ziemi”. Dla uczestników kongresu z Rangunu wynajęto 6 dodatkowych wagonów kolejowych, które zostały dołączone do pociągu. Pomimo panującej w stanie Kaczin niestabilnej sytuacji politycznej władze wyraziły zgodę. W ramach programu kongresu ogłoszono wydanie trzech nowych publikacji w języku birmańskim. Niedługo później rozpoczęto działalność wśród plemienia Nagów.
W styczniu 1978 roku Biuro Oddziału w Rangunie przeniesiono do dwukondygnacyjnego budynku przy Inya Road. Rodzina Betel liczyła 25 osób. W dniach od 26 do 29 października 1978 roku w Rangunie odbył się kongres pod hasłem „Zwycięska wiara”.
W roku 1989 usprawniono wydawanie publikacji w języku birmańskim, korzystając z systemu MEPS, oraz w procesie drukowania zastosowano technikę offsetową. W roku 1991 uzyskano zgodę na wydawanie czasopisma „Przebudźcie się!”, które początkowo ukazywało się w nakładzie 15 tysięcy egzemplarzy, a w roku 2012 w ponad 141 tysięcy.

### Legalizacja działalności
W roku 1988 po wprowadzeniu rządowego rejestru organizacji społecznych i religijnych Świadkowie Jehowy wpisali się do rejestru. 5 stycznia 1990 roku prawnie zarejestrowano „Towarzystwo Świadków Jehowy (Strażnica)”, legalizując tym samym działalność Świadków Jehowy w Mjanmie.
W 1999 roku zorganizowano w Biurze Oddziału Sekcję Budowy Sal Królestwa, dzięki czemu brygady budowlane Świadków Jehowy w latach 1999–2012 wzniosły na terenie kraju około 70 Sal Królestwa.
22 stycznia 2000 roku w Teatrze Narodowym uroczyście otwarto nową siedzibę Biura Oddziału. Okolicznościowe przemówienie wygłosił John Barr – członek Ciała Kierowniczego Świadków Jehowy. Rozbudowany, trzykondygnacyjny „Dom Betel” służy głównie jako biuro tłumaczeń publikacji Świadków Jehowy, czym zajmuje się 26 osób spośród 52-osobowej rodziny Betel.
W styczniu 2003 roku do kraju po prawie 37 latach ponownie przyjechali misjonarze, absolwenci Szkoły Gilead: Junko i Hiroshi Aoki, pochodzący z Japonii. Dwa lata później przybyło czterech kolejnych, którzy ukończyli Kurs Usługiwania na Filipinach.
W maju 2008 roku zorganizowano pomoc humanitarną dla poszkodowanych przez cyklon Nargis. W miastach Rangun i Basejn powołano Komitety Pomocy Doraźnej, które organizowały ochotników zajmujących się dostarczaniem wody, ryżu i innych artykułów pierwszej potrzeby na tereny dotknięte klęską żywiołową. Zorganizowano również brygady budowlane, które naprawiały i odbudowywały domy współwyznawców. W ciągu kilku miesięcy odbudowano 160 domów oraz 8 Sal Królestwa.
W tym samym 2008 roku wydano Chrześcijańskie Pisma Greckie w Przekładzie Nowego Świata (Nowego Testamentu) w języku birmańskim, a 13 stycznia 2017 roku na kongresie pod hasłem „Lojalnie trwajmy przy Jehowie!” ogłoszono wydanie całego Pisma Świętego w Przekładzie Nowego Świata w tym języku.
W dniach od 3 do 6 grudnia 2009 roku, w Rangunie na Stadionie Narodowym, odbył się kongres międzynarodowy Świadków Jehowy pod hasłem „Czuwajcie!”. W kongresie uczestniczyło ponad 5000 osób, w tym blisko 700 delegatów z zagranicy. Wśród mówców na tym kongresie był Gerrit Lösch, członek Ciała Kierowniczego.
W 2012 roku w Komitecie Oddziału usługiwali: Kyaw Win, Hla Aung, Jon Sharp, Donald Dewar i Maurice Raj.
W styczniu 2014 roku na Stadionie Narodowym w Rangunie odbył się kongres specjalny Świadków Jehowy pod hasłem „Słowo Boże jest prawdą!” z udziałem 7977 obecnych, w tym delegatów z 15 krajów, a 213 osób zostało ochrzczonych.
W 2015 roku zorganizowano pomoc humanitarną dla poszkodowanych przez cyklon i osuwiska ziemi.
W listopadzie 2015 roku delegacja Świadków Jehowy z Mjanmy brała udział w kongresie specjalnym pod hasłem „Naśladujmy Jezusa!” w tajlandzkim Chiang Mai. W lipcu 2018 roku odbył się kongres pod hasłem „Bądź odważny!” specjalny w Kolombo w Sri Lance z udziałem delegacji z Mjanmy. W 2019 roku na uroczystości Wieczerzy Pańskiej zebrało się 10 437 osób. W Mjanmie działają (w tym w zborach birmańskiego języka migowego) misjonarze terenowi.
W grudniu 2017 roku i w styczniu 2018 roku zorganizowano specjalną kampanię głoszenia w języku kareńskim sgaw, w której uczestniczyło także ponad 100 głosicieli z Australii, Stanów Zjednoczonych i Tajlandii.
5 lipca 2020 roku członek Komitetu Oddziału w Mjanmie, ogłosił w nagranym wcześniej przemówieniu wydanie Chrześcijańskich Pism Greckich w Przekładzie Nowego Świata w języku sgaw. W związku z pandemią COVID-19 zorganizowano specjalne zebrania w trybie wideokonferencji, w którym uczestniczyło 510 osób z sześciu zborów i czterech grup posługujących się tym językiem.
W czasie zamieszek społecznych w 2021 roku wielu z 5102 głosicieli straciło dostęp do Internetu, dlatego przemówienia z okazji uroczystości Wieczerzy Pańskiej wysłuchało przez telefon (w czasie pandemii COVID-19 z zebrań korzystali z wideokonferencji). Liczba obecnych na niej wyniosła 11 877 osób.
27 marca 2022 roku Mats Kassholm, członek miejscowego Komitetu Oddziału, ogłosił wydanie Pisma Świętego w Przekładzie Nowego Świata w języku sgaw. W związku z pandemią COVID-19 zorganizowano specjalne zebrania w trybie wideokonferencji, w którym uczestniczyło około 620 osób. Językiem tym posługuje się 835 głosicieli należących do 13 zborów w Australii, Mjanmie, Stanach Zjednoczonych, Tajlandii.
3 września 2023 roku Sai Hlua, członek miejscowego Komitetu Oddziału, ogłosił wydanie Biblii — Ewangelii według Mateusza w języku czin (haka). Z nagranego wcześniej programu skorzystało 397 osób. W pięciu zborach i jednej grupie tego języka działa przeszło 220 głosicieli. Poza tym jeden zbór i jedna grupa języka istnieje w Stanach Zjednoczonych. 10 września 2023 roku Clifton Ludlow, członek miejscowego Komitetu Oddziału, ogłosił wydanie Biblii — Ewangelii według Mateusza w języku mizo. Z nagranego wcześniej programu skorzystały 173 osoby. W Mjanmie i Indiach istnieje pięć zborów tego języka, w których działa około 250 głosicieli.
Literatura biblijna jest tłumaczona na języki: birmański, birmański migowy, czin (haka), kareński sgaw oraz 13 innych. Kongresy odbywają się w językach: birmańskim, angielskim, czin (haka), kaczin, mizo i sgaw.

## Statystyki

### Liczba głosicieli (w tym pionierów)
Dane na podstawie oficjalnych raportów o działalności:
- najwyższa liczba głosicieli osiągnięta w danym roku służbowym[c] (liczby nad słupkami na wykresie)
- przeciętna liczba pionierów w danym roku służbowym (ciemniejszym odcieniem, liczby na słupkach wykresu; w przypadku braku miejsca na wykresie liczbę pionierów podano nad wykresem w nawiasie; od 2017 roku podawana jest tylko liczba pionierów pełnoczasowych, bez pomocniczych)